# Абатство Кайзерсберг
Абатство Кайзерсберг (на нидерландски: Abdij Keizersberg; на френски: Abbaye du Mont César) е бенедиктинско абатство, в Льовен, провинция Фламандски Брабант, Централна Белгия.

## История
На мястото където е построено абатството, през средновековието се издига укрепена крепост, която през 1782 г. е разрушена по заповед на иператор Йозеф II.
През 1888 г. на мястото се заселват девет монаси от абатство Маредсу. През следващата година са построени нови манастирски сгради, включващи и останките от бившата крепост. На 13 април 1899 г. манастирът получава статут на абатство. Абатството търпи сериозни щети от пожар през 1914 г. По време на германската окупация през Втората световна война, абатството е частично разрушено при бомбардировки от съюзническата авиация през май 1944 г. След войната е възстановена изцяло.
Днес Абатство Кайзерсберг е действащ мъжки католически манастир с малка общност от 5 монаси (2009) — част от Бенедиктинския орден.

## БираКайзерсберг
В самото абатство никога не е съществувала собствена пивоварна. Абатската бира се вари от 1994 г. по споразумение с пивоварната Brouwerij Van Steenberge в Евергем, Белгия. Бирата Кайзерсберг е златиста силна трипъл бира с вторична ферментация в бутилката, с алкохолно съдържание 9 %. Тя се продава само магазина на абатството.
Абатството получава парични отчисления за използване на търговската марка и наименованието Keizersberg. Бирата е сертифицирана през 1999 г. от Съюза на белгийските пивовари като „призната белгийска абатска бира“ (Erkend Belgisch Abdijbier) и може да носи лого, изобразяващо стилизирана чаша с кафява бира, вписана в готически прозорец-арка.

## Сирене Кайзерсберг
С марката Кайзерсберг се произвежда и абатско сирене с мека консистенция, формувано на малки пити по около 900 гр. То също се продава само в абатския магазин.